# Scale Beck
Der Scale Beck ist ein kurzer Fluss im Lake District, Cumbria, England. Der Scale Beck entsteht an der Nordflanke einer von Starling Dodd und Red Pike gebildeten Bergkette. Der Scale Beck fließt in nordwestlicher Richtung und mündet in den Crummock Water See an dessen westlichem Ufer.
Bevor der Fluss in den See gelangt, stürzt er über die Stufen des Scale-Force-Wasserfalls.